# The Deception of the Thrush: A Beginners’ Guide to ProjeKcts
The Deception of the Thrush: A Beginners’ Guide to ProjeKcts – kompilacyjny album King Crimson, wydany 26 października 1999 roku nakładem Discipline Global Mobile jako CD.

## Historia i muzyka albumu
W maju 1997 roku muzycy wchodzący w skład ówczesnego zespołu King Crimson podjęli decyzję o kontynuowaniu działalności w ramach projektu ProjeKcts, równolegle z King Crimson. Powstały w sumie cztery zespoły, złożone z trzech lub czterech muzyków i noszące kolejne numery: One, Two, Three i Four. Koncertowały one w latach 1997–1999, a cztery spośród nagranych wówczas albumów koncertowych: Live at the Jazz Café (1998), Live Groove (1998), Masque (1999) i West Coast Live (1999) złożyły się na box set The ProjeKcts, podsumowany również kompilacją The Deception of the Thrush: A Beginners’ Guide to ProjeKcts.

## Lista utworów
Lista i informacje według Discogs:
| 1.  | Masque – ProjeKct Three                             | 5:32    |
|     |                                                     |         |
| 2.  | Masque – ProjeKct Three                             | 1:44    |
|     |                                                     |         |
| 3.  | Masque – ProjeKct Three                             | 5:22    |
|     |                                                     |         |
| 4.  | Masque – ProjeKct Three                             | 3:10    |
|     |                                                     |         |
| 5.  | Masque – ProjeKct Three                             | 4:33    |
|     |                                                     |         |
| 6.  | Masque – ProjeKct Three                             | 2:41    |
|     |                                                     |         |
| 7.  | Masque – ProjeKct Three                             | 6:19    |
|     |                                                     |         |
| 8.  | 4 i 1 – ProjeKct One                                | 5:56    |
|     |                                                     |         |
| 9.  | 2 ii 3 – ProjeKct One                               | 3:10    |
|     |                                                     |         |
| 10. | 4 ii 4 – ProjeKct One                               | 5:37    |
|     |                                                     |         |
| 11. | Sus-tayn-Z – ProjeKct Two                           | 4:26    |
|     |                                                     |         |
| 12. | The Deception Of The Thrush – ProjeKct Three / Four | 2:40    |
|     |                                                     |         |
| 13. | Ghost (part 1) – ProjeKct Four                      | 3:02    |
|     |                                                     |         |
| 14. | Ghost (part 1) – ProjeKct Four                      | 1:05    |
|     |                                                     |         |
| 15. | Ghost (part 1) – ProjeKct Four                      | 3:58    |
|     |                                                     |         |
| 15. | Ghost (part 2) – ProjeKct Four                      | 3:56    |
|     |                                                     |         |
| 15. | Ghost (part 2) – ProjeKct Four                      | 2:24    |
|     |                                                     |         |
|     |                                                     | 1:05:35 |
|     |                                                     |         |
Skład:
- Adrian Belew (utwór 11)
- Bill Bruford (utwory: 8 – 10)
- Robert Fripp (utwory: 8 – 10, 12 – 17)
- Tony Levin (utwory: 8 – 10, 12 – 17)
- Trey Gunn
- Pat Mastelotto (utwory: 1 – 7, 12 – 17)

Pozostałe informacje:
- okładka – P.J. Crook
- fotografie – John Sinks, Ken Latchney, Yuka Fujii
- produkcja – Robert Fripp i David Singleton